# Campurriano

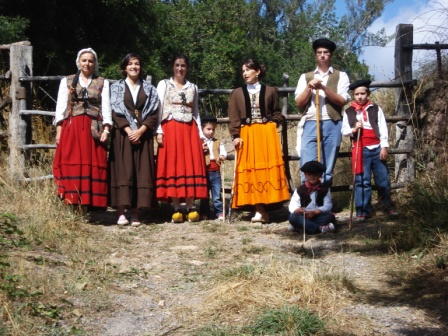
Campurrianos vestidos con su traje típico en la fiesta de Los Campanos de Abiada.

Campurriano es un gentilicio español que designa a los habitantes de la antigua Merindad de Campoo y que actualmente se encuentra distribuido entre el sur de Cantabria y el norte de la provincias de Palencia y Burgos (Castilla y León).

Comarca de Campoo-Los Valles. Es la parte del territorio campurriano que actualmente está en Cantabria.

El término campurriano se utiliza especialmente en Cantabria para designar a los habitantes del sur de la Comunidad, que se corresponde con la comarca de Campoo-Los Valles, con capital en la ciudad de Reinosa. Este territorio se corresponde con la antigua Merindad menor de Campoo, que se desgajó en el siglo XV de la de Aguilar. Con menos frecuencia el término se utiliza también en el norte de la provincia de Palencia para designar a los habitantes de esta zona, especialmente a los de Aguilar de Campoo.